# AIDS-Leugnung

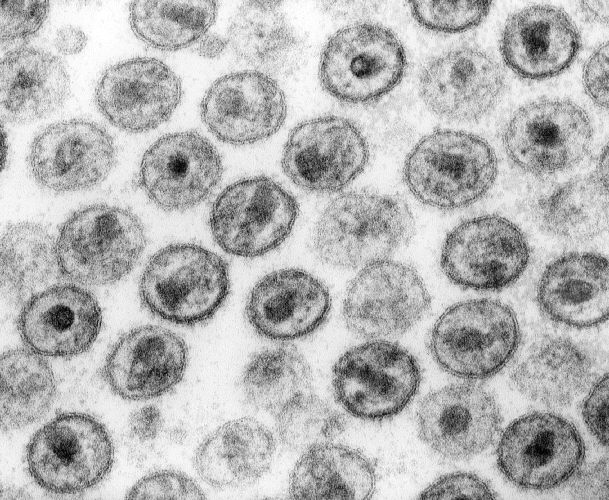
Elektronenmikroskopische Aufnahme von HI-Viren

Als AIDS-Leugnung (englisch AIDS denialism) wird das Bestreiten des wissenschaftlich gesicherten kausalen Zusammenhanges von HI-Viren und der Immunschwächekrankheit AIDS oder der Existenz von HIV überhaupt bezeichnet. Die AIDS-Leugnung ist eine Form der Wissenschaftsleugnung.
HIV ist als Ursache von AIDS eindeutig belegt, ebenso wie die Zuverlässigkeit von HIV-Tests und der Nutzen von HIV-Medikamenten. Die Wissenschaftsgemeinde wirft den AIDS-Leugnern vor, aktuelle Forschungsergebnisse zu ignorieren, Studiendaten falsch zu zitieren oder sogar frei zu erfinden und zumeist keine eigene klinische oder experimentelle Erfahrung mit HIV/AIDS zu besitzen. Die Aussagen der AIDS-Leugner werden als gefährliche Verschwörungstheorie angesehen, da hierdurch Laien überredet werden, auf Schutzmaßnahmen gegen HIV zu verzichten und erwiesenermaßen wirksame Medikamente abzulehnen. Zahlreiche Menschen sind deshalb bereits infiziert worden und gestorben. Insbesondere in Afrika (vor allem in Südafrika, wo rund ein Fünftel der erwachsenen Bevölkerung mit HIV infiziert ist) wird den AIDS-Leugnern vorgeworfen, durch ihre Beeinflussung der Mbeki-Regierung für den AIDS-Tod hunderttausender Menschen mitverantwortlich zu sein.
Im Rahmen der Welt-AIDS-Konferenz fassten im Jahr 2000 in der Erklärung von Durban einige tausend Wissenschaftler ihre Auffassung zu der Position der AIDS-Leugner wie folgt zusammen:
„HIV verursacht AIDS. Es ist unglücklich, dass einige wenige weiter die Beweise leugnen. Diese Position wird unzählige Menschenleben kosten.“

## Vorgebrachte Behauptungen
Als alternative Hypothese zur Ursache von AIDS wurde von Peter Duesberg in den 1980er Jahren zunächst ein Missbrauch von Poppers angenommen. Nachdem bekannt geworden war, dass AIDS-Fälle auch bei Personen auftraten, die keine Poppers zu sich genommen hatten, wurde behauptet, dass auch der Missbrauch anderer Drogen wie Methamphetamin, Heroin und Kokain zu AIDS führen könne.
Nachdem der Anti-HIV-Wirkstoff AZT in der antiretroviralen Therapie etabliert worden war, wurde er von AIDS-Leugnern als eine Ursache von AIDS angesehen.
In Afrika werden von AIDS-Leugnern vor allem Unterernährung und altbekannte Erkrankungen als Ursache behauptet. Diese seien zu „AIDS“ umklassifiziert worden.

## Argumentationsstrategien
Die Bewegung der AIDS-Leugner setzt sich aus unterschiedlichen Individuen und Gruppen zusammen, deren Argumente und Argumentationsweisen sich im Einzelfall stark unterscheiden. Die von AIDS-Leugnern vorgebrachten inhaltlichen Argumente sind wiederholt von anerkannten wissenschaftlichen Institutionen als falsch, überholt oder irreführend entkräftet worden. Trotz der Uneinheitlichkeit der Gruppen bestehen häufig gemeinsame ideologische Positionen und Argumentationsstrategien.
Einige der von AIDS-Leugnern verwendeten Argumentationsstrategien ähneln Argumentationsmustern, die auch in anderen Formen der Leugnung wissenschaftlich gesicherter Erkenntnisse vorkommen. Parallelen lassen sich insbesondere zur Holocaustleugnung oder der Leugnung der Existenz psychischer Krankheiten, wie sie von Teilen der antipsychiatrischen Bewegung vertreten wird, ziehen.
AIDS-Leugner verbinden ihre Theorie häufig mit Misstrauen gegenüber wissenschaftlichen und medizinischen Institutionen und Autoritäten. Sie nehmen für sich eine antiautoritäre Haltung in Anspruch und sehen sich als „Wahrheitssuchende“, die die medizinische Elite herausfordern. Wissenschaftlern wird vorgeworfen, den wissenschaftlichen Konsens zu vertreten, um Forschungsmittel und wissenschaftliche Anerkennung zu erlangen. Die Zuschreibung persönlicher Interessen und die Ablehnung der wissenschaftlichen Autorität erfolgt selektiv bei Wissenschaftlern, die den wissenschaftlichen Konsens vertreten. Wissenschaftlern wie Peter Duesberg hingegen, die Zweifel am Konsens geäußert haben, werden solche Interessen nicht zugeschrieben und die Autorität nicht aberkannt.
Der Konsens der Wissenschaftsgemeinde über HIV/AIDS wird als ein „wissenschaftliches Dogma“ kritisiert. Die wissenschaftliche Methode, auf der dieser Konsens beruht, wird als ein „religiöser Diskurs“ eingeordnet, gegen den die AIDS-Leugner als „Skeptiker“ vorgingen und den sie als solchen entlarven würden. Beweise, die ihrer Ansicht widersprechen, blenden AIDS-Leugner aus oder deuten sie als Teil der wissenschaftlichen „Verschwörung“ um. Die AIDS-Leugner würden von der wissenschaftlichen „Orthodoxie“ abgewiesen und verfolgt werden. Die bevorzugte Selbstbezeichnung lautet häufig „AIDS-Dissidenten“. Alternative Hypothesen zur Ursache oder Behandlung von AIDS würden von der Medizin nicht in Erwägung gezogen werden. Trotz des Fehlens von Hinweisen für eine Wirksamkeit alternativer Therapien (beispielsweise Behandlung mit Vitaminen oder der Verzicht auf eine antiretrovirale Medikation) werden diese propagiert. Den Vertretern dieser Therapieformen wird – im Gegensatz zur Wissenschaftsgemeinde und HIV-Ärzten – kein finanzielles Interesse unterstellt.
Ein weiteres wiederkehrendes Argumentationsmuster von AIDS-Leugnern besteht darin, die Kriterien einer Anerkennung des Zusammenhanges von HIV und AIDS zu verändern (wenn diese Kriterien durch wissenschaftliche Arbeiten erfüllt worden sind) oder so zu formulieren, dass sie nicht erfüllt werden können. Beispielsweise begründeten AIDS-Leugner in den 1980er Jahren ihre Zweifel an HIV/AIDS mit der relativen Wirkungslosigkeit der damaligen antiretroviralen Therapie. Als in den 1990er Jahren neue antiretrovirale Wirkstoffe zum Einsatz kamen, die zu einer signifikanten Verlängerung der Überlebensraten führten, wurde dies nicht als Beleg für einen Zusammenhang von HIV/AIDS anerkannt, sondern stattdessen dieses Kriterium verworfen. Auch andere in der Wissenschaft verbreitete Evidenzkriterien werden von AIDS-Leugnern nicht anerkannt. So werden genetische und tierexperimentelle Befunde, die durch die Erforschung des SI-Virus erhoben wurden und einen ursächlichen Zusammenhang von HIV und AIDS nahelegen, missachtet oder als irrelevant eingeordnet. Auch epidemiologische Kriterien für einen ursächlichen Zusammenhang von HIV und AIDS wie multiple voneinander unabhängige Korrelationen, die auf eine gemeinsame Ursache – das HI-Virus – verweisen, werden nicht anerkannt.

## AIDS-Leugnung in Afrika

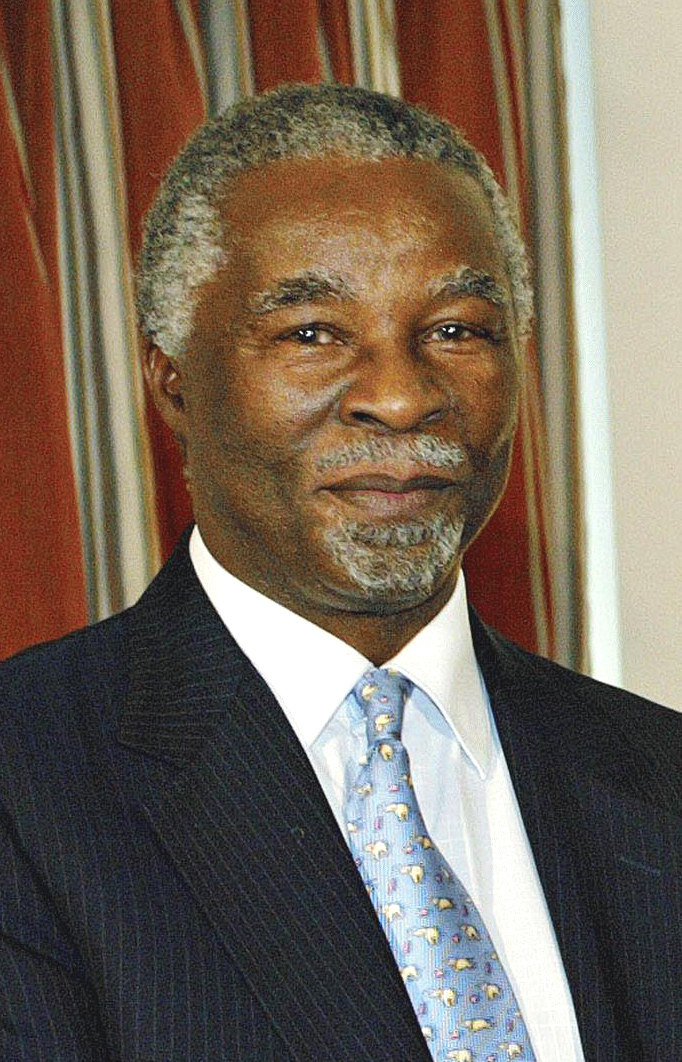
Thabo Mbeki, ehemaliger südafrikanischer Präsident und AIDS-Leugner

Südafrika gehört zu den am schwersten von der AIDS-Pandemie betroffenen Ländern der Erde (siehe auch HIV/AIDS in Afrika). Etwa 20 % der Bevölkerung waren zum Zeitpunkt des Regierungsantritts von Thabo Mbeki (1999) mit dem HI-Virus infiziert. Bereits kurz nach seiner Ernennung zum Staatspräsidenten bestritt Mbeki den wissenschaftlich gesicherten ursächlichen Zusammenhang zwischen dem HI-Virus und der Immunschwächekrankheit AIDS. Mbeki war während eigener Recherchen zur Ursache von AIDS im Internet in Kontakt mit Webseiten von AIDS-Leugnern gekommen und vertrat in der Folge ähnliche Positionen. Beispielsweise behauptete er, nicht das HI-Virus, sondern Armut sei die wichtigste Ursache von AIDS. Obwohl der Nutzen von Medikamenten zur Behandlung der HIV-Infektion und zur Vermeidung der Übertragung des HI-Virus von infizierten Schwangeren auf deren Kinder erwiesen war, bestritt er diesen Nutzen und unterstützte seine Gesundheitsministerin Manto Tshabalala-Msimang, die den Erkrankten statt antiretroviraler Medikamente Olivenöl, Knoblauch und Rote Bete empfahl. Mbeki errichtete den sogenannten „Presidential AIDS Advisory Panel“ – ein Beratungsgremium des Präsidenten zur Bekämpfung von AIDS – und lud AIDS-Leugner wie Peter Duesberg und David Rasnick zur Mitarbeit in diesem Gremium ein. Auch der deutsche Arzt Matthias Rath wurde von ihm bei seinem Vorhaben unterstützt, Vitaminpräparate als Arznei gegen AIDS zu verkaufen. Trotz erheblicher öffentlicher Proteste von Seiten der Wissenschaft und AIDS-Aktivisten behielt Mbeki seine Position in den nächsten Jahren bei. Erst nach mehreren juristischen Auseinandersetzungen wurde die südafrikanische Regierung gerichtlich dazu gezwungen, mit HIV infizierten Schwangeren und Opfern von Vergewaltigungen antiretrovirale Medikamente zugänglich zu machen. Ebenfalls aufgrund eines Gerichtsurteils dürfen die Vitaminpräparate Raths nicht mehr als AIDS-Heilmittel beworben werden.
Einer Schätzung zufolge führte die Ablehnung von antiretroviralen Medikamenten durch die südafrikanische Regierung unter Mbeki zum Tod von 330.000 bis 343.000 Menschen an AIDS und etwa 171.000 vermeidbaren neuen Infektionen mit HIV.
Auch andere afrikanische Regierungen ignorieren den wissenschaftlichen Konsens über HIV/AIDS und propagieren alternative Erklärungs- und Behandlungskonzepte. So riet Gambias Diktator Yahya Jammeh den Einwohnern seines Landes von der Einnahme antiviraler Medikamente ab und behauptete, die Krankheit durch übersinnliche Kräfte und Kräuter heilen zu können. In weiten Teilen des südlichen Afrika verlassen sich die Menschen auf traditionelle Heiler, die ähnliche Lösungen versprechen.

## AIDS-Leugnung in den USA, Europa und Australien
Einer der ersten AIDS-Leugner war der Molekularbiologe Peter Duesberg, Institutsleiter an der Universität Berkeley. Er war 2000 Mitglied der vom südafrikanischen Präsidenten Thabo Mbeki eingesetzten AIDS-Kommission, der sowohl Verfechter als auch Kritiker der viralen AIDS-Erklärung angehörten. Ein weiterer Vertreter der AIDS-Leugnung ist Kary Mullis. Dieser hat 1993 den Chemie-Nobelpreis für die Entdeckung der Polymerase-Kettenreaktion bekommen. Nach Recherchen der New York Times zog Mullis auch den wissenschaftlichen Konsens über Klimawandel und Ozonloch in Zweifel und bekundete Sympathien für Astrologie.
Der Biologe Stefan Lanka und Ryke Geerd Hamer (Germanische Neue Medizin) leugnen generell, dass es krankmachende Mikroorganismen gibt. Für Hamer ist Aids eine „Smegma-Allergie“ nach einem „Smegma-Trauma“. Der Arzt Matthias Rath sieht die Ursache der AIDS-Erkrankungen in einem Vitaminmangel. Die Erklärungen wurden gelegentlich mit Verschwörungstheorien verknüpft. 
Der Kölner Internist und Aidsleugner Claus Köhnlein behauptet, Aidssymptome seien nicht auf HIV, sondern auf Drogenkonsum bei Homosexuellen zurückzuführen.

## Desinformation durch die Sowjetunion
In den 1980er Jahren streute der sowjetische Auslandsgeheimdienst KGB in einer jahrelangen und erfolgreichen Desinformationskampagne mit Codenamen Operation Infektion gezielt Falschbehauptungen zu den Ursprüngen von AIDS. Dabei behauptete der KGB, dass AIDS vom US-Militär entwickelt worden sei, um Menschen mit dunkler Hautfarbe zu töten. Bis 1987 gelang es dem Geheimdienst, diese Behauptungen in 25 Sprachen und 80 Staaten zu verbreiten, was dazu führte, dass die US-Diplomatie in Afrika deutlich erschwert wurde. Ziel der Kampagne war es, vom eigenen Biowaffenprogramm abzulenken, das die Sowjetunion entgegen einem mit den USA geschlossenen Vertrag weiter fortführte. Die vom Ost-Berliner Biologen Jakob Segal vertretene Verschwörungstheorie wurde in Deutschland in einem 1987 in der taz veröffentlichten Interview mit dem Schriftsteller Stefan Heym verbreitet. 1992 gab Russland zu, dass die in dieser Kampagne gemachten Aussagen falsch waren.

## Audio
- Die AIDS-Leugner – Der fatale Irrweg der Christine Maggiore, Podcast, in 5 Teilen, Deutschlandfunk Januar 2024

## Filme
- Die AIDS-Rebellen, deutscher Dokumentarfilm (1992)
- House of Numbers: Anatomy of an Epidemic, US-amerikanischer Dokumentarfilm (2009)